# P1-185
P1-185（化学名：孕甾-4-烯-3,20-二酮 3-O-(L-缬氨酰)-E-肟）是一种含氮有机化合物，化学式C
26H
40N
2O
3，属于人工合成的孕激素和神经甾体。